# Max Lorenz (futbolista)
Max Lorenz (Bremen, Alemania nazi, 19 de agosto de 1939) es un exfutbolista alemán que jugaba como centrocampista.
En 2006, las huellas de sus manos fueron incluidas en la zona peatonal de su Bremen natal, más conocida como Mall of Fame. Fue esposo de la actriz Hildegard Krekel, que falleció en 2013.

## Selección nacional
Fue internacional con la selección de Alemania Federal en 19 ocasiones y convirtió un gol. Formó parte de la selección subcampeona de la Copa del Mundo de 1966 (no jugó ningún partido) y tercera en la edición 1970.

### Participaciones en Copas del Mundo
| Mundial                        | Sede       | Resultado    | Partidos | Goles |
| ------------------------------ | ---------- | ------------ | -------- | ----- |
| Copa Mundial de Fútbol de 1966 | Inglaterra | Subcampeón   | 0        | 0     |
| Copa Mundial de Fútbol de 1970 | México     | Tercer lugar | 1        | 0     |

## Clubes
| Club                | País             | Año       |
| ------------------- | ---------------- | --------- |
| Werder Bremen       | Alemania Federal | 1960-1969 |
| Eintracht Brunswick | Alemania Federal | 1969-1972 |

## Palmarés

### Campeonatos nacionales
| Título           | Club          | País             | Año  |
| ---------------- | ------------- | ---------------- | ---- |
| Copa de Alemania | Werder Bremen | Alemania Federal | 1961 |
| Bundesliga       | Werder Bremen | Alemania Federal | 1965 |

## Condecoraciones
| Distinción      | Año  |
| --------------- | ---- |
| Laurel de Plata | 1970 |